# 150-й гвардійський окружний навчальний центр (СРСР)
150-й гвардійський окружний Червоного прапора Криворізький навчальний центр (150 гв. ОНЦ, в/ч 45301) — військове з'єднання у складі Червоної, а згодом — Радянської армії, яке існувало у 1946—1992 роках. Дислокувалося у м. Миколаїв, Одеський військовий округ. У період 1965—1987 років з'єднання було навчальною 92-ю дивізією.
Після розпаду СРСР у 1992 році навчальний центр увійшов до складу Збройних сил України як 150-й навчальний центр для молодших спеціалістів.

## Історія
Після війни 92-га гвардійська стрілецька дивізія була реорганізована на 34-ту гвардійську механізовану дивізію, а 1957 року перетворена на мотострілецьку.
7 жовтня 1960 року була переоформлена на навчальну дивізію. 11 січня 1965 року було відтворено її номер часів Другої світової — 92-га гвардійська навчальна мотострілецька дивізія.
14 вересня 1987 року дивізія була реорганізована на 150-й гвардійський окружний навчальний центр.
Після розпаду СРСР у 1992 році навчальний центр увійшов до складу Збройних сил України як 150-й навчальний центр для молодших спеціалістів. На колишніх його фондах було сформовано 145-й окремий ремонтно-відновлювальний полк.

## Структура
На початок 1990 року центр мав:
- 332-й гвардійський навчальний мотострілецький Варненський полк (в/ч 26489,[3] Миколаїв): 149 БМП (28 БМП-2, 115 БМП-1, 6 БРМ-1К), 1 БРЕМ, 1 Р-145БМ;
- 335-й гвардійський навчальний мотострілецький полк (Миколаїв): 8 × БТР-70, 1 × Р-145БМ
- 340-й гвардійський навчальний мотострілецький полк (Миколаїв): 1 × Р-145 БМ
- 274-й навчальний танковий полк (Миколаїв): 52 × Т-64 (а також 9 Т-55), 1 × Р-145 БМ, 3 × ПТ-76;
- 1189-й навчальний артилерійський полк (Миколаїв): 6 × 2С1 «Гвоздика», 9 × 2СЗ «Акація», 24 × Д-30, 21 × 2С12 «Сані», 9 × ПМ-38; 5 × БМ-21
- 1288-й навчальний зенітний артилерійський полк (Миколаїв)
- 175-й окремий навчальний батальйон зв'язку (Миколаїв): 6 × Р-145БМ
- 106-й окремий навчальний інженерно-саперний батальйон (Миколаїв): 1 × УР-67, 3 × МТУ, 3 × МТУ-20, 3 × МТ-55А

## Озброєння
Всього на 19 листопада 1990:
- 61 танк (52 Т-64, 9 Т-55);
- 149 БМП (28 БМП-2, 115 БМП-1, 6 БРМ-1К);
- 3 ББМ (ПТ-76);
- 8 БТР (БТР-70);
- 15 САУ;
- 24 гаубиць Д-30;
- 30 мінометів;
- 5 РСЗВ БМ-21